# Tranekær Slot
Tranekær Slot ligger i den nordlige del af Tranekær på Langeland. Det blev grundlagt i 1200-tallet, og er i dag Danmarks ældste beboede hus. Det er ikke åbent for offentligheden.

## Slottets historie
Tranekær Slot er kendt fra kilder fra 1200-tallet som en stærkt befæstet borg på en stejl bakke med voldgrav og vindebro.
Ved Valdemar 2. Sejrs død 1241 overgik Tranekær Slot til kongefamiliens Abel-linje, som besad det med enkelte afbrydelser, til Valdemar Atterdag i 1358 indtog borgen efter 14 dages belejring og indsatte en kongelig høvedsmand og gjorde det til hovedsæde for Tranekær Len.
I 1645 fik den velstående rigsråd Christian Rantzau lenet i pant. Hans 15-årige datter, Margrethe Dorothea, var i 1656 Danmarks rigeste arving. Den 31-årige Frederik Ahlefeldt forelskede sig i hende, men faderen billigede ikke forbindelsen. Ahlefeldt bortførte resolut den unge pige, og 2. juledag 1656 lod de sig vie i en holstensk landsbykirke. Chr. Rantzau var efter sigende rasende, men måtte affinde sig med den fuldbyrdede kendsgerning og afstod i 1659 lenet til sin svigersøn som en del af datterens medgift. Siden har slægten Ahlefeldt siddet på Tranekær.
Ahlefeldt blev ophøjet til tysk greve i 1665 og herre af Rixingen i bispedømmet Metz og Mörsberg i Elsass siden 1669. Han ejede også Søgård i Sønderjylland. 
Frederik Ahlefeldt steg hurtigt i Frederik 3.s gunst og endte efter Griffenfelds fald 1676 som Christian 5.s storkansler. I 1672 ophøjedes han i den danske grevestand ved af Tranekær og sine andre besiddelser at danne Grevskabet Langeland.

## Bygningshistorien
Det nuværende slot består af to sammenbyggede pudsede og rødmalede fløje i nord og vest i vinkel på fundamentet af den oprindelige borg. Bygningerne er opført i 2 1/2 – 3 etager med et ottekantet trappetårn med højt spir i hjørnet mod gården og åbner sig mod slotssøen og parken.
Nordfløjen har bygningsdele fra 1200-årene og er dermed det ældste beboede verdslige hus i Danmark. I kælderen er der fundet bygningsrester fra middelalderens begyndelse, så borgen er endnu ældre. Den var omgivet af en voldgrav, som endnu findes. Vest for slottet løber landevejen på en dæmning, der stemmer vandet op i voldgraven og lader det afløbe mod vest ved den såkaldte Skvatmølle.
I 1500-årene bestod slottet af et mægtigt kernetårn, de nuværende to fløje i to etager samt lavere bygninger i øst og syd, som blev nedrevet ved en gennemgribende istandsættelse o. 1722. Tårnet blev sløjfet i 1600-årene, efter at slottet i 1558 var ophørt med at være fæstning. Begge de nuværende fløje har op til tre meter tykke mure, og i vestfløjen findes en vægtergang i selve murlivet.
Slottets nuværende skikkelse skyldes Frederik lensgreve Ahlefeldt-Laurvig, som i 1859-1865 lod arkitekt, professor N.S. Nebelong forestå en omfattede ombygning. Vestfløjen blev forlænget, trappetårnet opførtes, lofterne ændredes til kvistetager og fløjene blev malet lyserøde og fik høje, blændingsprydede kamgavle. I 1948-1949 blev hovedbygningerne atter restaurerede og facaderne malet okseblodsfarvet.

## Slotsparken
Ved ombygningen i 1860 omlagdes det meste af barokhaven til den nuværende store park, der atter omlagdes i 1890-1892 af den engelske havearkitekt Milner. Slotsparken er i engelsk stil og er med sine 150 tønder land en af landets største. Den har form som et åbent, stiliseret landskab i modsætning til den oprindelige franske, stramt opbyggede 
barokhave, som der stadig ses rester af umiddelbart vest for landevejen.
Ud over søen, det lille kinesiske lysthus og de mange gamle træer udmærker parken sig ved at huse TICKON (Tranekær Internationale Center for Kunst og Natur). TICKON består af en samling af landart-skulpturer, udført siden 1993 af danske og udenlandske kunstnere.
Der er etableret restaurant i Herskabsstalden neden for slotsbanken.
Tranekær Gods er på 1733 hektar med Sletø, Pæregård, Grønslettegård og Korsebølle

## Ejere og ansvarshavende på Tranekær
- (1200-1645) Kronen henholdsvis de slesvigske hertuger 1241-1375
  - efter 1524 Otte Krumpen
  - (1618–1621) Lensherre Enevold Kruse
- (1645-1663) Rigsgreve Christian Rantzau
- (1663) Margrethe Dorothea Christiansdatter von Rantzau, gift med Frederik Ahlefeldt
- (1663-1686) Frederik lensgreve Ahlefeldt
- (1686-1708) Frederik lensgreve Ahlefeldt
- (1708-1722) Carl lensgreve Ahlefeldt
- (1722-1773) Frederik lensgreve Ahlefeldt
- (1773-1791) Christian lensgreve Ahlefeldt-Laurvig
- (1791-1832) Frederik lensgreve Ahlefeldt-Laurvig
- (1832-1856) Christian Johan Frederik lensgreve Ahlefeldt-Laurvig
- (1856-1889) Frederik Ludvig Vilhelm lensgreve Ahlefeldt-Laurvig
- (1889-1917) Christian Johan Frederik lensgreve Ahlefeldt-Laurvig
- (1917-1947) Frederik Ludvig Vilhelm lensgreve Ahlefeldt-Laurvig
- (1947-1970) Kai Benedict lensgreve Ahlefeldt-Laurvig
- (1970-1995) Preben Vilhelm Gustav lensgreve Ahlefeldt-Laurvig
- (1995-2019) Christian Benedict greve Ahlefeldt-Laurvig
- (2019-)         Tranekær Gods A/S Caspar Sophus Jebsen[4]